# Нижня Дальйоль
Нижня Дальйо́ль або Нижня Далйо́ль або Нижня Дал'є́ль (рос. Нижняя Дальёль, Нижняя Далъёль, Нижняя Далъель) — річка в Республіці Комі, Росія, права притока річки Велика Ляга, правої притоки річки Печора. Протікає територією Троїцько-Печорського району.
Річка бере початок із болота Піджнюр, протікає на південь, південний схід, південь, південний схід та південь.
На правому березі розташоване болото Дал'єльнюр, на лівому — Герднюр.